# 1563 en philosophie
Chronologie de la philosophie
- 1559
- 1560
- 1561
- 1562
- 1563
- 1564
- 1565
- 1566
- 1567

L’année 1563 a été marquée, en philosophie, par les événements suivants :

## Naissances
- Johannes Althusius (mort le 12 août 1638[1]) est un philosophe et théologien réformé — allemand, syndic municipal de la ville d'Emden de 1604 jusqu'à sa mort, ce qui lui permit de mettre ses idées en pratique en défendant, conformément à son idéal d'autonomie à la base, les libertés de la cité face aux appétits du comte de Frise[2].

- Clemens Timpler (né en 1563 ou 1564 à Stolpen, mort le 28 février 1624 à Steinfurt) est un philosophe, physicien et théologien allemand. Enseignant au Gymnasium Arnoldinum, il compte, avec Jakob Schegk, parmi les métaphysiciens notables qui s'efforcent de renouveler la scolastique calviniste à l'époque baroque. Ses thèses suscitent cependant de vives controverses et ne rencontrent qu'un écho limité dans le temps[3].